# Нинбо-центр
Нинбо-центр (кит. трад. 宁波中心, Ningbo Center, также известен как Ningbo Central Plaza) — многофункциональный комплекс небоскрёбов, расположенный в китайском городе Нинбо. Построен в 2019—2025 годах в стиле модернизма, по состоянию на 2025 год башня № 1 комплекса являлась самым высоким зданием города, 19-м по высоте зданием Китая, 26-м — Азии и 39-м — мира.

## География
Комплекс Ningbo Center расположен на улице Нинчуань, в районе Иньчжоу, в новом деловом центре Нинбо. В шаговой доступности от комплекса расположены Культурный центр Нинбо (Ningbo Cultural Plaza) с Большим театром (Grand Theatre), Центр научных исследований Нинбо (Ningbo Science Exploration Center), Библиотека Нинбо (Ningbo Library), отели Langham Place и Novotel Ningbo East, торгово-развлекательный центр Heqingfang East, множество магазинов и ресторанов.

## Структура
Архитекторами комплекса выступили американская компания Skidmore, Owings & Merrill и Шанхайский институт архитектурного проектирования и исследований, владельцами являются Greentown China Holdings и Shanshan Group. В состав комплекса Ningbo Center входят:
- 80-этажная башня № 1 (409 метров) занята офисами, жилыми апартаментами и гостиничными номерами (три подземных этажа заняты парковкой и техническими помещениями, с 1 по 60 этаж расположены офисы, с 61 по 80-й этаж — пятизвёздочный отель Ritz-Carlton)[7][8].
- 31-этажная башня № 2 занята офисами и торговыми помещениями[9].
- Универмаг Hankyu

Дизайн башни был вдохновлён изображением цветка лотоса. Его форма напоминает бутон, поднимающийся из воды, с лепестками, раскрывающимися вверх.

## Галерея

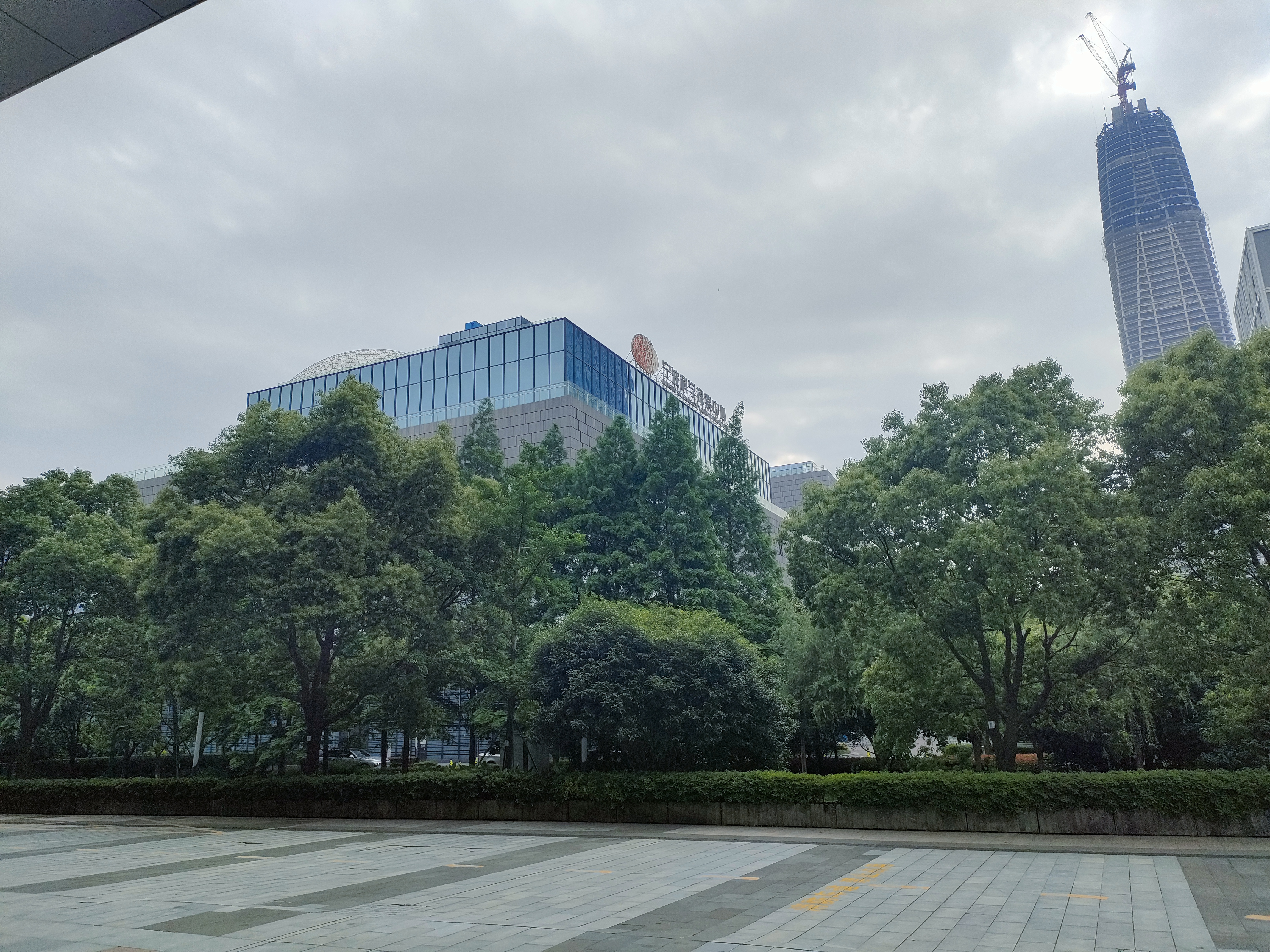
Центр научных исследований
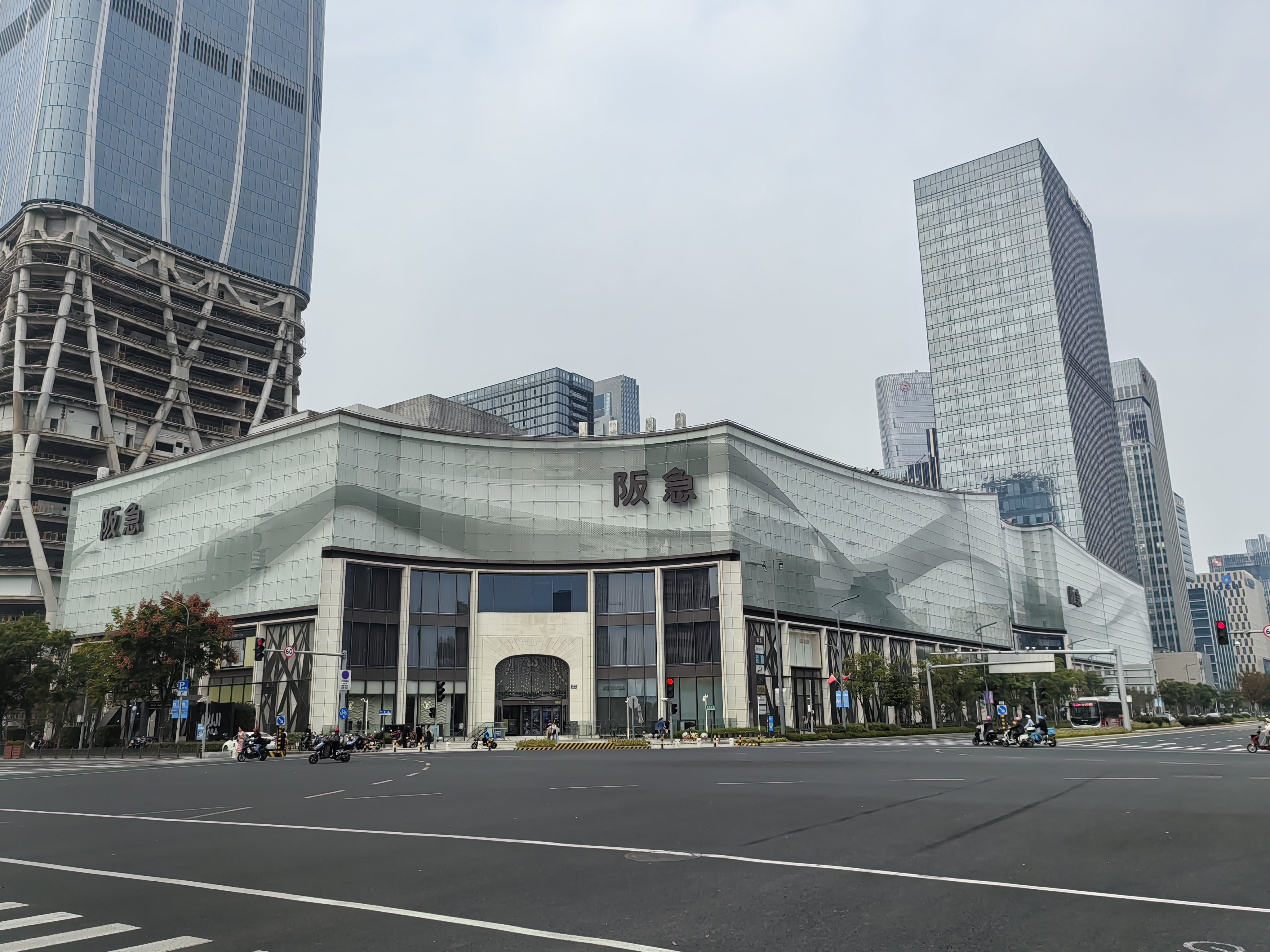
Универмаг Hankyu